# 세계로국제중고등학교
세계로국제중고등학교는 인천광역시 남동구에 소재한 중·고(예비) 과정의 학교이다. [ 아직은 중학생만 있다. ]

## 학교 연혁
- 2013년 3월 1일: 인천한누리학교 개교
- 2025년 3월 1일 : 세계로국제중고등학교 개교

## 참고 자료
- 세계로국제중고등학교 - 한국교육학술정보원 학교알리미